# Aphrodisium robustum
Aphrodisium robustum là một loài bọ cánh cứng trong họ Cerambycidae.